# Кулажинці (Броварський район)
Кулажи́нці — (Кулаженці) село у Броварському районі Київської області. Входить до складу Великодимерської селищної громади. Загальна площа землі в адмінмежах колишньої Кулажинської сільської ради — 8162,9 га. Станом на 1 січня 2003 року в Кулажинцях проживало 340 осіб.

## Географія
Одне з найменших і найдальших поселень району на лівому березі річки Трубіж на межі Київської та Чернігівської областей, поблизу басанських лісів. На території селища є історичне урочище Слобода. На південно-східній околиці урочища було кілька земляних курганів, гострих козацьких могил, на західній околиці Слободи перехрестя доріг, що ведуть до сіл Перемога та Русанів.

## Історія

### Перекази
Переказ доносить до нас давню назву села Куйловець (Кійловець) — Києвець на Трубежі. За іншим переказом, поручик у відставці Кулагін, разом з друзями знайшов притулок в Україні і заснував поселення з п'яти дворів, поселенців стали називати кулажинцями.

### Минуле
Після спустошення 1482 року місцевості кримськими татарами на чолі з Менглі Гіреєм залишилися лише окремі хутори. Ці землі ніхто не хотів брати ні за службу, ні в вислугу. Нарешті 1503 року великий князь Олександр Ягеллончик пожалував усю північну половину Переяславського повіту, що лежала по Трубежу й Супою, як вислугу своєму дворянину Дашку Івановичу. Його син — черкаський і канівський староста Остафій Дашкович — організував швидку колонізацію в тому числі власних переяславських «вислуг», у яких «на ґрунтах басанському й биковському» незабаром постали 2 містечка: Басань і Быков, а також 9 сіл: Старая Басань, Марковь, Юрковь, Павловъ, Максимовъ, Брегинцы, Кулажинь, Карпиловка й Воронковъ.
У 1712 р. сільце було «пожаловане» царем Петром І молдавському бояринові Семену Афендику. До початку XX століття тут була садиба з українізованої родини Афендиків. Вони були сотниками козацької старшини, як офіцери російської армії відзначились хоробрістю у війні 1812 р., мали дружні відносини і підтримували Тараса Шевченка, який намалював портрети п'яти членів родини Афендиків, зокрема трьох доньок Пантелеймона. У 1716 році у власність Афендика переходить Нова Басань. Сини Семена Афендика стають сотниками: Степан — бориспільськім, Микола — воронківським, Давид — баришівським.
З 1769 року селище позначено на географічній мапі. За матеріалами ревізії 1784 року в Кулажинцях проживали 87 кріпаків, котрі належали капітанші Ірині Афендик, прапорщику Василю Афендику та Степану Афендику.
У 1816 році в Кулажинцях оселився ротмістр Пантелеймон Афендик, вийшовши у відставку у 36 років, йому належали 149 душ кріпаків і 100 десятин землі. Станом на 1901 рік населення села складало 747 осіб.
Два брати-поміщики Бенецькі, спадкоємці Кулагіна, займалися хліборобством. Старший брат мав спиртовий завод, після його смерті державний чиновник Пономаренко одружився з дочкою Бенецького і очолив керівництво заводу. Молодший брат мав юридичну освіту, працював у Києві мировим суддею. Після революції 1917 року маєток і спиртовий завод Бенецьких було розібрано.

### ХХ сторіччя
У революцію 1917–1920 рр. та у 1941–1943 рр. село опинилось в центрі партизанського краю. В різні часи воно відносилось до Козельця, Бобровиці, Новобасанського району (1923-1931), Ніжина.
З 1920 до 1931 року у період нової економічної політики в селі були збудовані три вітряки, олійниця та потужний млин з двигуном на рідкому паливі. З'явилася молотарка, яку приводили в дію дві, три пари коней, молотили збіжжя толокою.  1926 року проживало 944 особи.
Наприкінці 20-х - на початку 30-х років під час розкуркулювання у селян було конфісковано всю техніку, млини та молотарки, організовано колгосп. Під час голодних 1932-1933 років головою колгоспу був Берман Йосип Рафаїлович, посаду бухгалтера обіймав Фукстов, внаслідок умілого керівництва колгоспом (людям на полях, на фермі видавались пайки та готувались гарячі обіди) у селі померла лише одна людина. Після 1934 року в селі було побудовано стайня для коней, корівник та два свинарники.
У 1936 році в колгоспі з'явилися перші вантажні автомашини, головою колгоспу був Кот Фрол Андрійович, шоферував Соболь Андрій Васильович. Була організована майстерня з ремонту упряжі. В колгоспі на той час працювали агроном, зоотехнік, ветеринар. "Видатною" подією стало вручення колгоспу акта на вічне користування землею.
У 1939 році молодіжна ланка Тищенко Параски Григорівни була нагороджена грамотою на сільськогосподарській виставці в Москві, за високій урожай картоплі. З вирощування кавунів колгосп Кулажинців зайняв третє місце в Україні. Кожен мешканець села отримав паспорт. В селі організували курси механізаторів, працювала молодіжна тракторна бригада, якою керувала жінка-трактористка Іванко Галина Антонівна.
На початку війни у 1941 році всі чоловіки призовного віку були направлені в радянську окупаційну армію. Загинуло на фронті та було страчено нацистами 126 мешканців села.
Голод в селі у 1946-1947 роках спричинили посуха, неврожай та непосильні податки, державна позика.
З 1948 по 1951 рік тривала електрифікація села. У 1959 році колгосп реформували в радгосп і господарство Кулажинців з'єднали зі Світильнею. У Кулажинському відділку радгоспу «Зоря» налічувалося 28 механізаторів, була побудована ферма на 500 корів і 500 голів молодняка. Комбінатом Київхімволокно, що шефствував над радгоспом, було побудовано піонерській табір. У 1965 році в селі побудовано медичний пункт, магазини продовольчих та промислових товарів.
У 1973 році держава проклала в село асфальтовану дорогу. У Кулажинці з Києва почали ходити автобуси, проходячи села Квітневе, Красилівка, Гоголів, Плоске, Світильня.
12 травня 1994 року рішенням Київської обласної ради народних депутатів у Броварському районі утворено Кулажинську сільську раду, вивівши селище із підпорядкування Світильнянської сільради.

### Сьогодення
У 2007 році було здійснено газифікацію села.
8 березня 2022 року під час Російського вторгнення в Україну, поблизу села був збитий гелікоптер Мі-24 зі складу 16-ї окремої бригади армійської авіації. Обоє пілотів: підполковник Мариняк Олександр Мирославович та капітан Беззуб Іван Романович - загинули.￼
31 березня 2022 року село було звільнено від російських окупантів.

## Освіта
До 1911 року діти отримували трирічну освіту в церковно-приходській школі, яка знаходилась в хаті дяка Зікія Федота. У 1911 році земством була побудовано нова церковно-приходська трирічна школа. Будівля збереглась донині, зараз в ній розташована Кулажинська сільська рада.
У 1930 році з матеріалів розібраної церкви поруч школи було побудовано школу-семирічку. Директором школи був Карпенко Микола Іванович, з 1934 року цю посаду обіймав Гончарівський Яків Юхимович.
Під час війни в будівлі школи-семирічки була розташована поліція та старостат.
Після війни в школі навчались діти з сусідніх сіл: Світильня, Перемога, Новоселиці, Гребельки.
Протягом 50х-70х років посаду директора школи обіймали: Шуляк Петро Федорович, Качур Модест Григорович.
З 1975 до 1977 року у Кулажинцях була початкова трирічна школа, яку у 1977 році закрили через відсутність учнів.
Станом на 1 січня 2003 року 40 школярів проходили навчання у Світильнянській загальноосвітній школі.

## Люди
Уродженцем села є Кот Петро Олексійович (1933–2003) — член Національної спілки художників України, заслужений художник України.

## Корисні посилання
- Ядловка (Петрово) и Кулажинцы (Куйловце) // Историко-статистическое описаніе Черниговской епархіи. Книга пятая. Губ. городъ Черниговъ. Уѣзды: Черниговскій, Козелецкій, Суражскій, Кролевецкій и Остерский. — Черниговъ, Земская типографія, 1874. — С. 262-264. [Архівовано 27 травня 2016 у Wayback Machine.]
- Ядловка (Петрово) и Кулажинцы (Куйловце) // Черниговскія Епархіальныя извѣстія. — 1872. Прибавленія. — с. 159—161 (№ 8, 15 апрѣля). [Архівовано 8 грудня 2015 у Wayback Machine.]
- офіційний сайт Броварського району[недоступне посилання з квітня 2019]